# Jacques Lancelot
Jacques Lancelot est un clarinettiste et pédagogue français né à Rouen le 24 avril 1920 et mort le 7 février 2009 à Paris.

## Biographie
Jacques Lancelot étudie la clarinette au conservatoire de Caen avec Fernand Blachet, puis au Conservatoire de Paris avec Auguste Périer. Obtenant le 1er Prix en 1939, il poursuit ses études musicales dans la classe de musique de chambre de Fernand Oubradous nouvellement créée. Avec un son clair et transparent, il est considéré comme l'un des plus grands représentants de l'École française de la clarinette. 
Sa carrière de pédagogue commence au conservatoire de Rouen et aboutit au Conservatoire national supérieur de musique de Lyon lors de sa création en 1980. L'Académie Internationale de Nice l'accueille l'été de 1960 à 1985. Il est très souvent sollicité comme membre des jurys  du conservatoire de Paris ou des concours internationaux comme celui de Genève. Ces classes de maître ont eu une grande influence sur l'enseignement de l'instrument particulièrement au Japon.
Clarinette solo des Concerts Lamoureux ou de l'orchestre de la Garde républicaine, il est aussi, de 1945 à 1965, membre du Quintette à vent français avec Jean-Pierre Rampal à la flûte, Pierre Pierlot au hautbois, Gilbert Coursier au cor et Maurice Allard puis Paul Hongne au basson.
En 1971, Jacques Lancelot obtient le Grand Prix du disque en créant le concerto de Jean Françaix, œuvre devenue maîtresse dans le répertoire de l'instrument. Il crée également d'autres œuvres de Jean Rivier, Roger Calmel ou encore Bernard Beugnot. Les Éditions Gérard Billaudot et Transatlantiques lui ont confié la direction de collections de partitions et d'ouvrages pédagogiques.
Parmi son importante discographie publiée chez Erato et King Records, son interprétation du concerto de Mozart avec Jean-François Paillard a marqué des générations de clarinettistes, mais aussi un très large public.
Il a été essayeur pour le facteur d'instruments Buffet Crampon et testeur d'anches pour la manufacture Glotin. Il demande la création du bec 5RV lyre à Robert Van Doren (de la maison Vandoren), modèle de bec utilisé par de très nombreux clarinettistes. 
Depuis 2012, un concours international de clarinette portant son nom se déroule tous les 2 ans alternativement à Rouen (France) et à Yokosuka (Japon) : "Concours International de Clarinette Jacques Lancelot", supervisé par Aude Camus.

## Publications
Michel Arrignon, Claude Crousier, Jacques Lancelot, 10 ans avec la clarinette, 1991, Institut de pédagogie musicale et chorégraphique,  (ISBN 2906460206)

## Source
- (fr) Cet article est partiellement ou en totalité issu de l’article de Wikipédia en français intitulé « Jacques Lancelot » (voir la liste des auteurs).